# The Soup Dragons
The Soup Dragons (с англ. — «Суповые драконы») — шотландская альт-рок-группа конца 1980-х и начала 1990-х годов. Названная в честь персонажа детского телесериала 1970-х годов Clangers, группа наиболее известна своим кавером на песню The Rolling Stones «I'm Free», которая вошла в топ-5 хитов Великобритании в 1990 году; и «Divine Thing», вошедшую в топ-40 хитов США в 1992 году.
Группа была сформирована в середине 80-х годов вокруг певца/гитариста и будущего программиста Шона Диксона, в нее входили гитарист Джим Маккалок, басист Сушил Дейд и барабанщик Росс Синклер. Их дебютный поп-панк-альбом Hang-Ten! был выпущен в 1987 году на Sire Records и состоял из двухлетних синглов и EP с таким же названием Hang-Ten!, изданным на Raw TV Products в 1986 году. Их направление полностью изменилось в 1988 году на неровном, но амбициозном This Is Our Art, шизофреническом сборнике хард-рока, фанка и наполненного гармонией попа, который продемонстрировал любовь группы к мелодии и готовность экспериментировать в жанре модерн-рока.

## Дискография
Альбомы
| This Is Our Art                                                                   | - Released: 1988 - Format: LP, CD, cassette - Label: Sire              | 60 | —   | —  | —  |
| Lovegod                                                                           | - Released: 1990 - Format: LP, CD, cassette - Label: Big Life/Polygram | 7  | 54  | 27 | 88 |
| Hotwired                                                                          | - Released: 1992 - Format: LP, CD, cassette - Label: Big Life/Mercury  | 74 | 177 | —  | 97 |
| Hydrophonic                                                                       | - Released: 1994 - Format: 2×LP, CD, cassette - Label: Raw TV/Mercury  | —  | —   | —  | —  |
| "—" denotes a recording that did not chart or was not released in that territory. |                                                                        |    |     |    |    |

Сборники
- Hang Ten! (1987), Sire – compiles the tracks from the singles "Hang-Ten!", "Whole Wide World" and "Head Gone Astray"
- 20 Golden Greats (compilation, 2012)

Мини-альбомы
- The Sun Is in the Sky (1986)
- Hang Ten! (1986)

Синглы
| "Whole Wide World"                                                                | 1986 | —  | 2 | —   | —  | —  | —  | —  | —  | —  | —  | Hang-Ten!          |
| "Hang-Ten"                                                                        | 1986 | —  | 2 | —   | —  | —  | —  | —  | —  | —  | —  | Hang-Ten!          |
| "Head Gone Astray"                                                                | 1987 | 82 | 3 | —   | —  | —  | —  | —  | —  | —  | —  | Hang-Ten!          |
| "Can't Take No More"                                                              | 1987 | 65 | 1 | —   | —  | —  | —  | —  | —  | —  | —  | This Is Our Art    |
| "Soft as Your Face"                                                               | 1987 | 66 | 2 | —   | —  | —  | —  | —  | —  | —  | —  | This Is Our Art    |
| "The Majestic Head"                                                               | 1988 | 77 | 4 | —   | —  | —  | —  | —  | —  | —  | —  | This Is Our Art    |
| "Kingdom Chairs"                                                                  | 1988 | 82 | — | —   | —  | —  | —  | —  | —  | —  | —  | This Is Our Art    |
| "Backwards Dog"                                                                   | 1989 | —  | 5 | —   | —  | —  | —  | —  | —  | —  | —  | Lovegod            |
| "Crotch Deep Trash"                                                               | 1989 | —  | 6 | —   | —  | —  | —  | —  | —  | —  | —  | Lovegod            |
| "Mother Universe"                                                                 | 1990 | 94 | 4 | —   | —  | —  | —  | —  | —  | —  | —  | Lovegod            |
| "I'm Free"                                                                        | 1990 | 5  | 2 | 9   | 26 | 38 | 33 | 15 | 52 | 6  | 79 | Lovegod            |
| "Mother Universe" (remixed version)                                               | 1990 | 26 | — | 67  | —  | —  | —  | —  | —  | 45 | —  | Lovegod            |
| "Electric Blues"                                                                  | 1991 | —  | — | —   | —  | —  | —  | —  | —  | —  | —  | Неальбомный сингл  |
| "Divine Thing"                                                                    | 1992 | 53 | — | 133 | —  | —  | —  | —  | —  | —  | 35 | Hotwired           |
| "Pleasure"                                                                        | 1992 | 77 | — | —   | —  | —  | —  | —  | —  | —  | 69 | Hotwired           |
| "One Way Street"                                                                  | 1994 | —  | — | —   | —  | —  | —  | —  | —  | —  | —  | Hydrophonic        |
| "Janice Long Session 01.09.86"                                                    | 2022 | —  | — | —   | —  | —  | —  | —  | —  | —  | —  | Неальбомные синглы |
| "John Peel Session 06.02.87"                                                      | 2022 | —  | — | —   | —  | —  | —  | —  | —  | —  | —  | Неальбомные синглы |
| "Janice Long Session 30.08.87"                                                    | 2023 | —  | — | —   | —  | —  | —  | —  | —  | —  | —  | Неальбомные синглы |
| "John Peel Session 24.02.86"                                                      | 2023 | —  | — | —   | —  | —  | —  | —  | —  | —  | —  | Неальбомные синглы |
| "Love Is Love"                                                                    | 2023 | —  | — | —   | —  | —  | —  | —  | —  | —  | —  | Неальбомные синглы |
| "—" denotes a recording that did not chart or was not released in that territory. |      |    |   |     |    |    |    |    |    |    |    |                    |